# Münch-Leusel (Alsfeld)
Münch-Leusel ist der nach Einwohnerzahl kleinste Stadtteil von Alsfeld im mittelhessischen Vogelsbergkreis. Vier Bauernhöfe werden noch heute landwirtschaftlich bewirtschaftet. Der Ortskern wurde als Kulturdenkmal unter Denkmalschutz gestellt.

## Geographie
Münch-Leusel liegt am Südwestrand des Knüllgebirges im Schwalmgrund etwa 3,5 km (Luftlinie) nördlich vom Ortskern der Alsfelder Kernstadt. Es befindet sich an der Mündung des Erlenbachs in die Schwalm, an der östlich des Dorfs das Hochwasserrückhaltebecken Heidelbach liegt. Durch das Dorf führt die Landesstraße 3156, und die Bundesstraße 254 verläuft östlich.

## Geschichte

### Ortsgeschichte
Die älteste bekannte schriftliche Erwähnung von Münch-Leusel erfolgte unter dem Namen Muônich Luôzela im Jahr 1346 in einer Urkunde der Klosters Immichenhain.
Die Statistisch-topographisch-historische Beschreibung des Großherzogthums Hessen berichtet 1830 über Münch-Leusel:

„Münchleusel (L. Bez. Alsfeld) evangel. Filialdorf; liegt an der Schwalm, 3⁄4 St. von Alsfeld, hat 15 Häuser und 89 evangelische Einwohner, so wie 1 Hof, der Kleinhof genannt, und 1 Mahlmühle. – Eine Urkunde von 1328 nennt ein zu deme Movnichens, welches damals Hermann und Friedrich von Romrod den Johannitern zu Grebenau schenkten. Nicht unwahrscheinlich ist es, daß damit das heutige Münchleusel verstanden ist.“

Zum 31. Dezember 1971 wurde die bis dahin selbständige Gemeinde Münch-Leusel im Zuge der Gebietsreform in Hessen auf freiwilliger Basis als Stadtteil nach Alsfeld eingegliedert. Für Münch-Leusel, wie für die übrigen Stadtteile von Alsfeld, wurde ein Ortsbezirk  eingerichtet.

### Verwaltungsgeschichte im Überblick
Die folgende Liste zeigt die Staaten und Verwaltungseinheiten, denen Münch-Leusel angehört(e):
- vor 1567: Heiliges Römisches Reich, Landgrafschaft Hessen,
- ab 1567: Heiliges Römisches Reich, Landgrafschaft Hessen-Marburg, Amt Alsfeld[9]
- 1604–1648: Heiliges Römisches Reich, strittig zwischen Landgrafschaft Hessen-Darmstadt und Landgrafschaft Hessen-Kassel (Hessenkrieg)
- ab 1604: Heiliges Römisches Reich, Landgrafschaft Hessen-Darmstadt, Oberfürstentum Hessen, Oberamt Alsfeld, Amt Alsfeld[10]
- ab 1806: Großherzogtum Hessen,[Anm. 2] Fürstentum Oberhessen, Oberamt Alsfeld, Amt Alsfeld[11][12]
- ab 1815: Großherzogtum Hessen, Provinz Oberhessen, Amt Alsfeld[13]
- ab 1821: Großherzogtum Hessen, Provinz Oberhessen, Landratsbezirk Romrod[14][Anm. 3]
- ab 1829: Großherzogtum Hessen, Provinz Oberhessen, Landratsbezirk Alsfeld (Amtssitzverlegung)
- ab 1832: Großherzogtum Hessen, Provinz Oberhessen, Kreis Alsfeld
- ab 1848: Großherzogtum Hessen, Regierungsbezirk Alsfeld
- ab 1852: Großherzogtum Hessen, Provinz Oberhessen, Kreis Alsfeld
- ab 1867: Norddeutscher Bund[Anm. 4], Großherzogtum Hessen, Provinz Oberhessen, Kreis Alsfeld
- ab 1871: Deutsches Reich, Großherzogtum Hessen, Provinz Oberhessen, Kreis Alsfeld
- ab 1918: Deutsches Reich (Weimarer Republik), Volksstaat Hessen, Provinz Oberhessen, Kreis Alsfeld
- ab 1938: Deutsches Reich, Volksstaat Hessen, Landkreis Alsfeld[15][Anm. 5]
- ab 1945: Amerikanische Besatzungszone,[Anm. 6] Groß-Hessen, Regierungsbezirk Darmstadt, Landkreis Alsfeld
- ab 1946: Amerikanische Besatzungszone, Land Hessen, Regierungsbezirk Kassel, Landkreis Ziegenhain
- ab 1949: Bundesrepublik Deutschland, Land Hessen, Regierungsbezirk Kassel, Landkreis Ziegenhain
- ab 1972: Bundesrepublik Deutschland, Land Hessen, Regierungsbezirk Kassel, Vogelsbergkreis, Stadt Alsfeld[Anm. 7]
- ab 1981: Bundesrepublik Deutschland, Land Hessen, Regierungsbezirk Gießen, Vogelsbergkreis, Stadt Alsfeld

### Gerichtszugehörigkeit ab 1803
In der Landgrafschaft Hessen-Darmstadt wurde mit Ausführungsverordnung vom 9. Dezember 1803 das Gerichtswesen neu organisiert. Für die Provinz Oberhessen wurde das Hofgericht Gießen als Gericht der zweiten Instanz eingerichtet. Die Rechtsprechung der ersten Instanz wurde durch die Ämter bzw. Standesherren vorgenommen und somit für Münch-Leusel durch das Amt Alsfeld. Nach der Gründung des Großherzogtums Hessen 1806 wurden die Aufgaben der ersten Instanz 1821 im Rahmen der Trennung von Rechtsprechung und Verwaltung auf die neu geschaffenen Landgerichte übertragen. „Landgericht Alsfeld“ war daher von 1821 bis 1879 die Bezeichnung für das erstinstanzliche Gericht in Alsfeld, das heutige Amtsgericht, das für Münch-Leusel zuständig war.
Anlässlich der Einführung des Gerichtsverfassungsgesetzes mit Wirkung vom 1. Oktober 1879, infolge derer die bisherigen großherzoglich hessischen Landgerichte durch Amtsgerichte an gleicher Stelle ersetzt wurden, während die neu geschaffenen Landgerichte nun als Obergerichte fungierten, kam es zur Umbenennung in Amtsgericht Alsfeld und Zuteilung zum Bezirk des Landgerichts Gießen.

## Bevölkerung

### Einwohnerstruktur 2011
Nach den Erhebungen des Zensus 2011 lebten am Stichtag dem 9. Mai 2011 in Münch-Leusel 57 Einwohner. Darunter waren keine Ausländer.
Nach dem Lebensalter waren 12 Einwohner unter 18 Jahren, 18 zwischen 18 und 49, 12 zwischen 50 und 64 und 18 Einwohner waren älter. Die Einwohner lebten in 21 Haushalten. Davon waren 6 Singlehaushalte, 6 Paare ohne Kinder und 6 Paare mit Kindern, sowie 3 Alleinerziehende und keine Wohngemeinschaften. In 6 Haushalten lebten ausschließlich Senioren und in 12 Haushaltungen lebten keine Senioren.

### Einwohnerentwicklung
| • 1791: | 76 Einwohner            |
| • 1800: | 76 Einwohner            |
| • 1806: | 53 Einwohner, 12 Häuser |
| • 1829: | 89 Einwohner, 15 Häuser |
| • 1867: | 67 Einwohner, 11 Häuser |

| Münch-Leusel: Einwohnerzahlen von 1791 bis 2020 | Münch-Leusel: Einwohnerzahlen von 1791 bis 2020 | Münch-Leusel: Einwohnerzahlen von 1791 bis 2020 | Münch-Leusel: Einwohnerzahlen von 1791 bis 2020 | Münch-Leusel: Einwohnerzahlen von 1791 bis 2020 |
| --- | ----------------------------------------------- | ----------------------------------------------- | ----------------------------------------------- | ----------------------------------------------- |
| Jahr |                                                 |                                                 |                                                 | Einwohner                                       |
| 1791 | 1791                                            |                                                 | 76                                              | 76                                              |
| 1800 | 1800                                            |                                                 | 76                                              | 76                                              |
| 1806 | 1806                                            |                                                 | 76                                              | 76                                              |
| 1829 | 1829                                            |                                                 | 67                                              | 67                                              |
| 1834 | 1834                                            |                                                 | 77                                              | 77                                              |
| 1840 | 1840                                            |                                                 | 62                                              | 62                                              |
| 1846 | 1846                                            |                                                 | 65                                              | 65                                              |
| 1852 | 1852                                            |                                                 | 71                                              | 71                                              |
| 1858 | 1858                                            |                                                 | 64                                              | 64                                              |
| 1864 | 1864                                            |                                                 | 72                                              | 72                                              |
| 1871 | 1871                                            |                                                 | 92                                              | 92                                              |
| 1875 | 1875                                            |                                                 | 89                                              | 89                                              |
| 1885 | 1885                                            |                                                 | 109                                             | 109                                             |
| 1895 | 1895                                            |                                                 | 85                                              | 85                                              |
| 1905 | 1905                                            |                                                 | 82                                              | 82                                              |
| 1910 | 1910                                            |                                                 | 97                                              | 97                                              |
| 1925 | 1925                                            |                                                 | 89                                              | 89                                              |
| 1939 | 1939                                            |                                                 | 106                                             | 106                                             |
| 1946 | 1946                                            |                                                 | 145                                             | 145                                             |
| 1950 | 1950                                            |                                                 | 160                                             | 160                                             |
| 1956 | 1956                                            |                                                 | 112                                             | 112                                             |
| 1961 | 1961                                            |                                                 | 96                                              | 96                                              |
| 1967 | 1967                                            |                                                 | 96                                              | 96                                              |
| 1970 | 1970                                            |                                                 | 108                                             | 108                                             |
| 1980 | 1980                                            |                                                 | ?                                               | ?                                               |
| 1990 | 1990                                            |                                                 | ?                                               | ?                                               |
| 2000 | 2000                                            |                                                 | ?                                               | ?                                               |
| 2006 | 2006                                            |                                                 | 70                                              | 70                                              |
| 2011 | 2011                                            |                                                 | 57                                              | 57                                              |
| 2015 | 2015                                            |                                                 | 50                                              | 50                                              |
| 2020 | 2020                                            |                                                 | 53                                              | 53                                              |
| Datenquelle: Historisches Gemeindeverzeichnis für Hessen: Die Bevölkerung der Gemeinden 1834 bis 1967. Wiesbaden: Hessisches Statistisches Landesamt, 1968. Weitere Quellen: LAGIS; Stadt Alsfeld: 2006:, 2015, 2020; Zensus 2011 |                                                 |                                                 |                                                 |                                                 |

### Historische Religionszugehörigkeit
| • 1829: | 89 evangelische Einwohner                                                 |
| • 1961: | 79 evangelische (= 82,29 %), 14 römisch-katholische (= 14,58 %) Einwohner |

## Politik
Für Münch-Leusel besteht ein Ortsbezirk (Gebiete der ehemaligen Gemeinde Münch-Leusel) mit Ortsbeirat und Ortsvorsteher nach der Hessischen Gemeindeordnung.
Der Ortsbeirat besteht aus fünf Mitgliedern. Bei den Kommunalwahlen in Hessen 2021 betrug die Wahlbeteiligung zum Ortsbeirat 60,0 %. Alle Kandidaten gehörten der „Freien Wählergemeinsachaft Münch-Leusel“ an. Der Ortsbeirat wählte Steffen Langstädtler zum Ortsvorsteher.

## Kulturdenkmäler
Siehe: Liste der Kulturdenkmäler in Münch-Leusel